# كهف تل غيليرت
كهف تل غيليرت (بالمجرية: Gellérthegyi-barlang) هو جزء من شبكة من الكهوف داخل تلة جيليرت في بودابست، المجر. يُشار إلى الكهف أيضًا باسم «كهف القديس إيفان» (Szent Iván-barlang)، بخصوص ناسك عاش هناك ويعتقد أنه استخدم المياه الحرارية الطبيعية لبحيرة موحلة بجوار الكهف لشفاء المرضى. من المحتمل أن تكون هذه المياه نفسها قد غذت برك (Sáros fürdő) القديمة الحمامات الموحلة، والتي تسمى الآن حمامات جيليرت.